# Partido Regionalista Independiente Demócrata
El Partido Regionalista Independiente Demócrata (PRI) fue un partido político chileno, de tendencia regionalista, originado por la fusión de los partidos Regionalista Independiente y Democracia Regional Patagónica. Fundado el 20 de febrero de 2018, fue junto a Renovación Nacional (RN), la Unión Demócrata Independiente (UDI) y Evolución Política (Evópoli), miembro de Chile Vamos, coalición de derecha que desde marzo de 2018 fue parte de la segunda administración del presidente Sebastián Piñera, hasta 2022. En febrero de 2022 el partido fue disuelto al no alcanzar los votos suficientes para mantener su legalidad.

## Historia

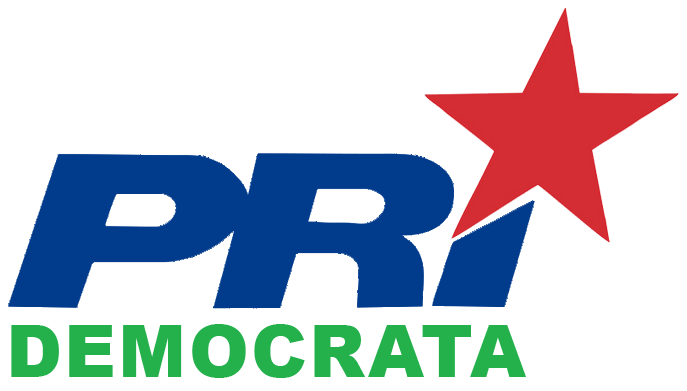
Primer logotipo provisional de partido.

Tras los resultados de las elecciones parlamentarias de 2017, en donde ni el PRI ni DRP alcanzaron la votación mínima requerida por ley para mantener su estatus legal, el 27 de diciembre de 2017 ambos partidos acordaron fusionarse en una sola entidad, barajándose inicialmente las opciones «Partido Regionalista Demócrata» y «Centro Democrático Regionalista» como posibles nombres para el nuevo partido.
El partido fue constituido oficialmente el 20 de febrero de 2018. Su primer logotipo fue la palabra «PRI» de color azul con una estrella roja sobre la letra I y debajo de estas la palabra «Demócrata» en verde.
El 17 de noviembre de 2018 se realizó un Consejo General donde el abogado y exsenador Hugo Ortiz de Filippi fue elegido presidente del partido por 42 votos contra 26 que recibió Eduardo Salas, entonces timonel en ejercicio de la colectividad. Este último fue expulsado de la colectividad en abril de 2019. Por otro lado, Alejandra Bravo, exsubsecretaria de Bienes Nacionales y esposa de Salas, anunció su renuncia al PRI Demócrata.
En febrero de 2019, durante una gira por el norte de Chile liderada por Ortiz y Rodrigo Caramori, secretario general, se presentó el nuevo logo e imagen corporativa del PRI. El acto se realizó en Arica, y con El Morro de fondo, el que contó con la directiva regional ariqueña como principales presentadores. En el nuevo logo se lee "PRI" en tono púrpura acompañado de un remolino de varios colores dejando el centro en blanco. "El púrpura nos recuerda nuestra posición en el centro político, que es equidistante entre el azul que identifica a la derecha y el rojo de la izquierda. Es la unión racional de distintas ideas capaces de converger. Es una mezcla de nobleza y profunda pasión”, declaró Caramori a La Segunda.
El 15 de diciembre de 2019, tras el nombramiento de Hugo Ortiz De Filippi como Seremi del Trabajo y Previsión Social en la Región de Los Ríos, Rodrigo Caramori, hasta ese momento secretario general del partido, fue designado como presidente nacional, decisión que fue adoptada por el Consejo General de acuerdo a los estatutos.
El 25 de enero de 2020, la Comisión Política del PRI determinó apoyar la opción Apruebo para el plebiscito constitucional, sumado a la realización de una Convención Constituyente elegida 100% por la ciudadanía. Además, se otorgó "libertad de acción" para toda la militancia. En sesión del Consejo General del 7 de marzo del mismo año se confirmó tal definición.
El 20 de agosto de 2020, Rodrigo Caramori, después del proceso electoral interno en el que la lista que encabezaba no tuvo rivales, fue elegido presidente nacional por el período 2020-2022. El Tribunal Supremo, máximo órgano disciplinario de la entidad, oficializó su victoria.
A septiembre de 2020, el partido cuenta con 55 concejales, tres alcaldes y seis cores como autoridades electas por votación popular, así como 6 seremis y un director regional de Sernageomin como autoridades designadas en el segundo gobierno de Sebastián Piñera.
En febrero de 2022 el partido fue disuelto al no alcanzar los votos suficientes para mantener su legalidad ante el Servel. Ante esto, exmilitantes del partido junto a exmiembros de partidos de Chile Vamos, ex personeros del Partido Demócrata Cristiano y el ex constituyente Rodrigo Logan presentaron el 1 de octubre de 2022 un nuevo partido político llamado Sentido Común, el cual a su vez fue disuelto dos años más tarde por irregularidades en la constitución de sus órganos internos.

## Directiva
La directiva central del partido estuvo integrada por:
- Presidente: Rodrigo Caramori Donoso
- Secretario general: Diego Berríos Durán
- Tesorero: Víctor Valenzuela
- Vicepresidente: Camilo Jiménez
- Vicepresidente: Pedro Sanhueza
- Vicepresidente: Remberto Bravo
- Subsecretaria: Tamara Espinoza Gutiérrez
- Protesorero: Solercio Rojas Aguirre
- Directores:
  - Antonio Muñoz Caballero
  - Eslayne Portilla

## Presidentes
| Presidente              | Período                                         |
| ----------------------- | ----------------------------------------------- |
| Eduardo Salas Cerda     | 20 de febrero de 2018-17 de noviembre de 2018   |
| Hugo Ortiz de Filippi   | 17 de noviembre de 2018-14 de diciembre de 2019 |
| Rodrigo Caramori Donoso | 14 de diciembre de 2019-3 de febrero de 2022    |

## Resultados electorales

### Elecciones parlamentarias
|  | 0,54 % |

|  | 0,37 % |

### Elecciones municipales
|  | 0,13 % |

|  | 2,42 % |

### Elecciones de consejeros regionales
| Elección | Votos   | % de votos      | Escaños |
| -------- | ------- | --------------- | ------- |
| 2021     | 144 028 | \| \| 2,35 % \| | 3/302   |
|          | 2,35 %  |                 |         |